# Crónica de Kungur

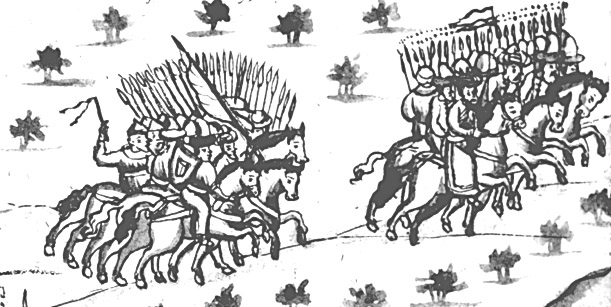
Toma de Qashliq por Yermak Timoféyevich y huida del jan Kuchum, ilustración de la crónica.

La Crónica Kungur, también conocida como Cronista Kungur o Breve crónica siberiana Kungur (ruso: Кунгурская летопись, Кунгурский летописец, Летопись сибирская краткая Кунгурская) es una de las Crónicas siberianas, escrita a finales del siglo XVI por uno de los compañeros de Yermak Timoféyevich durante su campaña en Siberia.
La crónica Kungur no nos ha llegado completa. Está incluida  parcialmente en otra de las crónicas siberianas, la conocida como crónica Remezov. 
La Crónica Kungur contiene la descripción de la campaña siberiana de Yermak y valiosos datos geográficos, etnográficos e históricos sobre Siberia y sus habitantes del siglo XVI. Está escrita en un lenguaje popular al estilo cosaco.